# 2435 Horemheb
A 2435 Horemheb (ideiglenes jelöléssel 4578 P-L) a Naprendszer kisbolygóövében található aszteroida. Cornelis Johannes van Houten, Ingrid van Houten-Groeneveld és Tom Gehrels fedezte fel 1960. szeptember 24-én.
A nevét Horemheb egyiptomi fáraóról kapta.